# Membres de la Lliga de Delos

La Lliga de Delos abans de la Guerra del Peloponès, l'any 431 aC.

Els membres de la Lliga de Delos (c. 478-404 aC) es poden classificar en dos grups: els estats aliats (symmachoi) reportats a les tauletes de pedra de les llistes de tributs atenesos (454-409 aC), que contribuïen al symmachikos foros ("impost aliat") en diners, i altres aliats, informats ja sigui en epigrafia o historiografia, la contribució de la qual consistia en vaixells, fusta, gra i ajuda militar; membres propis i ocasionals, membres súbdits i aliats genuïns.

## Anàlisi
L'estudi del symmachikos phoros proporciona les següents idees: La quantitat d'impostos que paga cada estat s'escriu amb numeració àtica . Una seixantena part està dedicada a Atena, la deessa patrona de la ciutat. La pertinença no es limita als jonis o les ciutats-estat gregues (vegeu Ialisos, Mísia Eteocarpats i als caris que governa Tymnes). Els estats aliats de la Grècia occidental no estan categoritzats sota un districte fiscal (phoros tracis, hel·lespontins, insulars, caris i jònics dels estats orientals); districtes d'alguna manera comparables a les antigues satrapies aquemènides de Skudra, la Frígia Hel·lespòntica, els Yaunâ d'aquest costat del mar, Karka i els Yaûna a l'altra banda del mar. La categorització dels membres sota aquests districtes fiscals va aparèixer primer a la llista de 443/2 aC. Després de l'any 438 aC, els phoros caris van passar a formar part del districte jònic i després del 425 aC es va crear un nou Aktaios phoros, que comprenia la Tròade costanera, fora del districte hel·lespòntic. Durant l'expedició siciliana, una llista fragmentària suggereix que l'estat atenès havia creat un districte de Magna Grècia. Es poden llegir els noms següents: naxians, catanis, sículs, regis. Les úniques referències fins ara al phoros pòntic són la llista de 425/4 aCi 410/09 aC.
Paradoxalment, tot i que el terme actual actual de l'aliança és "Lliga Dèlica" (Lliga de Delos), encara no s'han trobat inscripcions a l'illa relacionades amb la Lliga, i la informació sobre el trasllat del tresor prové de la cronologia de la primera llista de tributs àtics al 454 aC i no de Tucídides,que només informa sobre el tresor i el centre del poder/aliança atenesa a Delos (Tuc. I.96.97). La primera inscripció que registra els atenencs i els aliats procedeix de Delfos i ha estat datada cap al 475 aC, és fragmentària i els noms dels aliats no es poden llegir o no s'esmenten. Hi ha un buit epigràfic entre el 475 i el 454 aC, tot i que la frase atenencs i aliats és sempre present en la historiografia (Tuc. 1. 109, campanya a Egipte).
La ubicació exacta de diverses ciutats inscrites encara es debat. Les cleruquies i colònies ateneses com Amfípolis es consideren part de l'estat atenès i no membres de la Lliga.

## Districtes fiscals (443-409 aC)

### Forosinsulars
Nesiotikos phoros (Νησιωτικὸς φόρος)
- Egina

#### Eubea
- Atenes Diades (Athenae Diades)
- Carist
- Calcis
- Diakrioi a Calcis
- Erètria
- Posidó Ποσίδεον
- Estira

#### Cíclades
- Ànafe
- Andros
- Belbina
- Folegandros
- Melos
- Naxos
- Íos
- Ceos
- Keria Ceros?
- Cimolos
- Citnos
- Míconos
- Paros
- Renea
- Sèrifos
- Sifnos
- Sícinos
- Siros
- Tenos
- Tera

#### Egeu septentrional
- Hefèstia (Lemnos)
- Imbros
- Mirina (Lemnos)

#### Regió desconeguda
- Grinkhes, grec antic: Γρύγχαι

### Forosjònics
- Ionikos phoros (Ἰωνικὸς φόρος)
- Astyrenoi Mysoi el 444/443 i 438/437 aC

#### Illes
- Amorgioi a Amorgós
- Quios 425/4 aC (abans dels districtes fiscals el 454/3, 448/7 i 447/6)
- Nisyrioi a Nísiros
- Oinaioi d'Oine a Icària
- Thermaioi de Thermai a Icària

#### Eòlida
- Cime
- Mirina
- Pitane

#### Jònia
- Clazòmenes
- Colofó
- Efes
- Èritres
- Cirbís grec antic: Κυρβισσός
- Lebedos
- Maiandrioi
- Milet
- Pigela
- Myesos o Myessos
- Nòtion
- Focea
- Polikhnitai
- Priene
- Teos

#### Regió desconeguda (deforosjònics o caris)
- Airaies
- Amynanda
- Boutheia
- Diosiritai
- Edries Messes
- Erines
- Gargares
- Heraioi
- Hiera para Sidymeas
- Hyblisses
- Idymes
- Isindioi
- Karbasyandes
- Karyes para Idyma (ciutat)
- Kasolabes
- Klaundes
- Killares, a qui […] governa
- Kindyes, a qui […] governa
- Kodapes
- Koioi
- Krosa o Crusa
- Kyromes
- Lepsimandes
- Maratesi
- Oranietai
- Pactyes, Idumeu governant
- Pasandes
- Pladases
- Pteleosioi
- Sidosioi
- Taramptos
- Tarbanes
- Teikhiossa
- Khalkeatai
- Kheronnesioi

### Foroscaris
Karikos phoros (Καρικὸς φόρος)

#### CàriaiDòrida
- Alinda
- Aminanda
- Auliates
- Caris governats per Timnes
- Carianda
- Calcètor
- Caune
- Cèdrees
- Cnidos
- Cria
- Halicarnàs
- Latmos
- Mindos
- Mindos, a Termera
- Pèdasa
- Sambactis, governant cari
- Siàngela, a qui governa Pikres
- Termera

#### Dodecanès
- Astipalea
- Brucunta de Càrpatos
- Camiros
- Eteocarpats
- Ialisos
- Kalindos o Kalinda (Kàlimnos)
- Leros
- Lindos
- Pedies, Lindos
- Saria a l'illa de Saria
- Sime
- Telos

#### Lícia
- Cilandos
- Faselis
- Telandros
- Telmesos
- Timnessos

#### Licaònia
- Tribu milyae

#### Pamfília
- Aspendos
- Perge
- Sil·leu, (Sillyon)

#### Cilícia
- Ityra
- Celenderis

### Forostraci
Thrakios phoros (Θράκιος φόρος)

#### Pieria
- Heraclion
- Methoni

#### Migdònia
- Aenia
- Bormiscos
- Dicea
- Calindea

#### Calcídia
- Acantos
- Afitis
- Dion (Athos)
- Espartolos
- Escione
- Estolos
- Estrepsa
- Meciberna
- Mendes
- Neàpolis. colònia de Mendes
- Olofixos
- Olint
- Phegetioi, ubicació exacta a Calcídice desconeguda
- Polikhnitai, prop d'Estolos
- Potidea
- Sane
- Sermile
- Torone
- Tragilos

#### Macedònia Oriental
- Argilos
- Bergaioi[8]
- Neàpolis
- Tassos

#### Tràcia pròpiament dita
- Abdera
- Ainos
- Dicea a Abdera
- Samotràcia

#### Espòrades
- Ciutat d'Ikos a l'illa d'Alónnissos
- Peparethos
- Escíatos

#### Regió desconeguda
- Asseritai
- Haisa
- Galaia
- Kossaioi
- Miltorioi
- Othorioi
- Phrbelioi
- Pieres a Pèrgam
- Pergamoteichitai
- Sermaies
- Singeion
- Skablaioi
- Smilla Gigonos
- Thyssioi
- Tinda
- Khedrolioi

### Foroshel·lespontí
Hellespontios phoros (Ἑλλησπόντιος φόρος)

#### Illes
- Bésbicos, moderna Imralı[9]
- Proconès
- Ténedos

#### Tràcia
- Bisante
- Bizanci
- Demòtica
- Périnthos
- Selymbra
- Tirodiza

#### Quersonès traci
- Abidos
- Alopeconès
- Eleünt
- Gal·lípoli
- Sestos

#### Àsia Menor
- Artace
- Astyra Troika
- Berisis, de la ciutat de Beritis
- Cízic
- Calcedònia
- Dardània
- Dareion (Mísia)
- Dascilios
- Làmpsacos
- Màditos
- Misis
- Parians, ciutadans de Pàrion[10]
- Priapos
- Pitópolis
- Sigeu
- Zelea

#### Regió desconeguda
- Arisbaioi
- Artaioteikhitai
- Azeies
- Brylleianoi
- Colones
- Daunioteikhitai
- Gentinioi
- Halonesioi
- Harpagianoi
- Kebrenioi (Kebrene o Antioquia de Tròada), a la regió de la Tròade)
- Kianoi
- Lampònia
- Limnaioi
- Metròpolis de Lídia ?
- Neàndria
- Neàpolis (a la prefectura de Macedònia Occidental)?
- Otlenoi
- Paisenoi
- Palaiperkosioi
- Perkosioi, de la ciutat de Percote
- Serioteikhitai
- Skapsioi
- Sombia
- Teria para Brylleion

##### Aktaiai Poleis
Les ciutats dels Aktaios phoros (Ἀκταῖος φόρος), la Tròade costanera, es van separar del districte hel·lespontí l'any 427 aC arran de la revolta de Mitilena i van aparèixer per primera vegada a les llistes de tributs del 425/4 aC.
- Aquil·lió (Akhilleion)
- Hamaxitos
- Antandros
- Colones
- Larissa
- Nesos
- Ofrineu (Ophryneion)
- Palamedeion
- Reteu (Rhoiteion)
- Pordoselene
- Petra
- Timbrea

### Forospòntic (Mar Negra)
Pontikos phoros (Ποντικός φόρος)
- Apol·lònia de l'Euxí
- Dandakes
- Heraclea, Bitínia
- Karkinitis (Kerkinitis, Crimea)
- Karosa
- Kerasos
- Kimmeria (Kimmèrikon Crimea)
- Mesèmbria
- Nikònia a la vora del riu Tiras (actualment Dnièster)
- Niphsa
- Nimfeu (Crimea) 410/9 aC
- Olbia
- Patrasys
- Tamyrake
- Tira, a la vora del riu Tiras